# Pheroliodes carinulatus
Pheroliodes carinulatus är en kvalsterart som först beskrevs av Berlese 1888.  Pheroliodes carinulatus ingår i släktet Pheroliodes och familjen Pheroliodidae. Inga underarter finns listade i Catalogue of Life.